# Alfa Romeo 136 RC.25
L'Alfa Romeo 136 RC.25 era un prototipo di motore aeronautico radiale a 18 cilindri doppia stella, progettato dalla italiana Alfa Romeo Milano nel 1943 caratterizzato dall'adozione di un compressore a singola velocità ottimizzato per l'utilizzo a bassa quota (2 500 metri).

## Velivoli utilizzatori
Avrebbe dovuto essere impiegato nei bombardieri bimotori
 Italia
- CANT Z.1018 "Leone"
- CANT Z.1018M "Lince"